# Lars August Ekmarck
Lars August Ekmarck, född 1785 i Strängnäs, död 1869, var en svensk författare. Han var bror till Carl Erik Ekmarck och Jon Ulrik Ekmarck.
Ekmarck var registrator i Justitiekanslerexpeditionen och blev slutligen 1:e expeditionssekreterare i Kunglig Majestäts kansli. Han utgav Klythia 1813, redigerade 1835-1869 Läsning för folket utgiven av Sällskapet för nyttiga kunskapers spridande, författade Dikter (1857) samt översatte bland annat François Guizots Europeiska civilisationens allmänna historia (1851).